# Zhang Zhidong (Unternehmer)
Zhang Zhidong (chinesisch: 张志东, geb. 1972 in Dongguan, Provinz Guangdong), auch bekannt als Tony Zhang, ist ein chinesischer Geschäftsmann, Mitbegründer, ehemaliger technischer Direktor und zweitgrößter Einzelaktionär des chinesischen Internetunternehmens Tencent. Laut Forbes verfügt er über ein Vermögen von 13,3 Milliarden US-Dollar (Stand 2019).

## Leben
Zhang Zhidong ging an der Universität Shenzhen in dieselbe Klasse wie der Gründer von Tencent, Mit-Milliardär Ma Huateng. Er hat auch einen Master-Abschluss der South China University of Technology. 1998 gehörte er zu den Gründern von Tencent QQ. 2014 trat er als technischer Direktor des Unternehmens zurück, besitzt jedoch weiterhin Anteile.
Er ist verheiratet und hat ein Kind.